# Informes de la Construcción
Informes de la Construcción es una revista científica de arquitectura e ingeniería editada por el Instituto de Ciencias de la Construcción Eduardo Torroja del Consejo Superior de Investigaciones Científicas.

## Historia
Fundada en 1948, fue una publicación clave en la divulgación de la arquitectura de vanguardia en España. Hasta su número 140 del año 1962 careció de paginación. La revista se convirtió en una de las comunicadoras más importantes de la arquitectura internacional. En sus páginas se manifestaba una preferencia editorial por ejemplos norteamericanos, aunque también presentaba ejemplos de arquitectura latinoamericana.
A partir de 1981 empezó a adaptarse a la normativa de publicaciones periódicas del Centro Superior de Investigaciones Científicas. Posteriormente ya en el siglo XXI se abrió al Open Journal Systems.